# Eduard Kötter
Eduard Kötter (geboren am 25. Juli 1863 in Halver; gestorben am 5. Juli 1924 in Wiesbaden) war ein preußischer Verwaltungsjurist, von 1899 bis 1906 Landrat des Kreises Ruhrort und zuletzt Direktor des Oberversicherungsamtes in Wiesbaden.

## Leben
Der Protestant Eduard Kötter war der Sohn des Pfarrers Franz Wilhelm Heinrich Kötter und dessen Ehefrau Anna Henriette Kötter, geborene Winkhaus (gestorben am 27. Juli 1906). Nach dem Besuch des Gymnasiums in Burgsteinfurt, seine Reifeprüfung legte er am 22. März 1882 ab, studierte Eduard von 1882 bis 1886 in Tübingen, Leipzig und Berlin Rechts- und Staatswissenschaften. Während seines Studiums wurde er 1882 Mitglied der schwarzen Verbindung Derendingia (seit 1897 Tübinger Burschenschaft Derendingia). Zunächst in den preußischen Justizdienst eintretend, erhielt Kötter mit Ablegung des ersten Staatsexamens am 21. April 1886 seine Ernennung zum Gerichtsreferendar, bevor er als Regierungsreferendar am 31. Mai 1888 in den Verwaltungsdienst übertrat und bei der Königlich Preußischen Regierung in Kassel Beschäftigung fand. Nach Ablegung des zweiten Staatsexamens am 19. September 1891 dort zum Regierungsassessor ernannt, wechselte Kötter zum 31. Oktober 1891 als Hilfsarbeiter auf das Landratsamt des Obertaunuskreises und nachfolgend in gleicher Stellung zum 1. Oktober 1893 an die Regierung in Düsseldorf. Von dort erfolgte – nach der Versetzung des bisherigen Landrats Karl von Hammacher – zum 1. Mai 1899 Kötters kommissarische Einsetzung als Landrat des Kreises Ruhrort. Am 16. November 1899 auch definitiv ernannt, verblieb Kötter bis zu seiner Ernennung zum Regierungsrat am 15. Januar 1906 und unter Übernahme in die allgemeine Landesverwaltung bei der Regierung Wiesbaden in Ruhrort.
In Wiesbaden erhielt Kötter noch am 10. Juli 1918 seine Ernennung zum Oberregierungsrat als Direktor des Oberversicherungsamtes, trat dann aber zum 1. November 1919 „aufgrund der veränderten politischen Verhältnisse“ in den Ruhestand.
Kötter starb am 5. Juli 1924 im Luft- und Sonnenbad Unter den Eichen in Wiesbaden.

## Familie
Eduard Kötter heiratete am 7. April 1892 in Lüdenscheid Emilie Marie Winkhaus (geboren am 5. Juli 1871 in Lüdenscheid; gestorben am 30. November 1945 in Wiesbaden), Tochter des zu Winkhausen lebenden Rentners Daniel Winkhaus und dessen Ehefrau Marie Elise Emilie Winkhaus, geborene Winkhaus.